# Morti nel 1121
| Questa pagina contiene informazioni ricavate automaticamente dalle voci biografiche con l'ausilio del template Bio e di un bot. L'aggiornamento è periodico e automatico e ricostruisce completamente la pagina. Se manca una persona in questa lista, sei pregato di non aggiungerla, ma accertati piuttosto che la sua voce biografica contenga il template Bio e che i dati anagrafici siano correttamente compilati. Se il template Bio manca, inseriscilo tu stesso o, in alternativa, metti l'avviso {{tmp\|Bio}} che ne segnala la mancanza. Se i dati riportati sono sbagliati, correggi direttamente la voce biografica; le modifiche saranno visibili in questa lista entro pochi giorni. Per chiarimenti vedi il progetto biografie. La lista contiene solo le 12 persone che sono citate nell'enciclopedia e per le quali è stato implementato correttamente il template Bio. Pagina aggiornata al 27 gen 2025. |

- 18 gennaio - Guglielmo di Champeaux, filosofo, teologo e vescovo cattolico francese (n. 1070)
- 2 marzo - Fiorenzo II d'Olanda, conte
- 23 aprile - Jón Ögmundsson, vescovo cattolico islandese (n. 1052)
- 11 dicembre - Al-Afdal Shahanshah, generale turco (n. 1066)
- 21 dicembre - Ulrico di Eppenstein, patriarca cattolico tedesco (n. 1055)
- Abd al-Aziz ibn Mansur, principe berbero
- Ibn al-Qaṭṭā', poeta, filologo e lessicografo arabo (n. 1041)
- Gionata di Gaeta, duca normanno
- Guglielmo V di Montpellier, nobile francese
- Ugone da Alatri, cardinale italiano
- Ugo Visconti, cardinale italiano
- Ugolino di Sabbioneta, nobile e condottiero italiano